# Diretório Político do Estado
Diretório Político do Estado (também traduzido como Administração Política do Estado), ou GPU, foi o serviço de inteligência e a polícia secreta da República Socialista Federativa Soviética Russa (RSFSR) de 6 de fevereiro de 1922 a 29 de dezembro de 1922, e a União Soviética de 29 de dezembro de 1922, até 15 de novembro de 1923.

## Nome
A designação oficial em linha com a referência nativa é:
- Русский: = Государственное Политическое Управление (ГПУ) при Народном комиссариaте внутравление (ГПУ) при Народном комиссариaте внутренних делДРРСделДРРСдеСД
- tr = Gosudarstvennoe Politicheskoe Upravlenie (GPU) pri narodnom komissariate vnutrennikh del (NKVD) RSFSR – (GPU pri NKVD RSFSR)
- Português: = Diretório Político do Estado (também Administração Política do Estado) sob o Comissariado do Povo de Assuntos Interiores da República Socialista Federativa Soviética Russa (RFSR)

## Estabelecimento
Formado a partir da Cheka, a organização original de segurança do Estado Russo, em 6 de fevereiro de 1922, foi inicialmente conhecida sob a abreviatura russa GPU - abreviação para "Diretório Político do Estado sob o NKVD da RSFSR" (Russo: Государственное политическое управление при НКВД РСФСР, Gosudarstvennoye politicheskoye upravlenie sob o NKVD da RSFSR"). Seu primeiro chefe foi o ex-diretor da Cheka, Felix Dzerzhinsky.

## Missão

#### Segurança Interna
No papel, a nova agência deveria agir com mais moderação do que a Cheka. Por exemplo, ao contrário da Cheka, ela não tinha o direito de atirar à vontade em suspeitos "contra-revolucionários". Todos os suspeitos de crimes políticos tinham que ser levados a um juiz em circunstâncias normais.

#### Inteligência Estrangeira
O 'Departamento Estrangeiro' da GPU era chefiado por um ex-bolchevique e membro do partido, Mikhail Trilisser. O Departamento de Relações Exteriores foi encarregado de atividades de inteligência no exterior, incluindo espionagem e liquidação de 'inimigos do povo'. O próprio Trilisser foi posteriormente liquidado por José Stalin durante o Grande Expurgo em 1940.

## Desestabelecimento

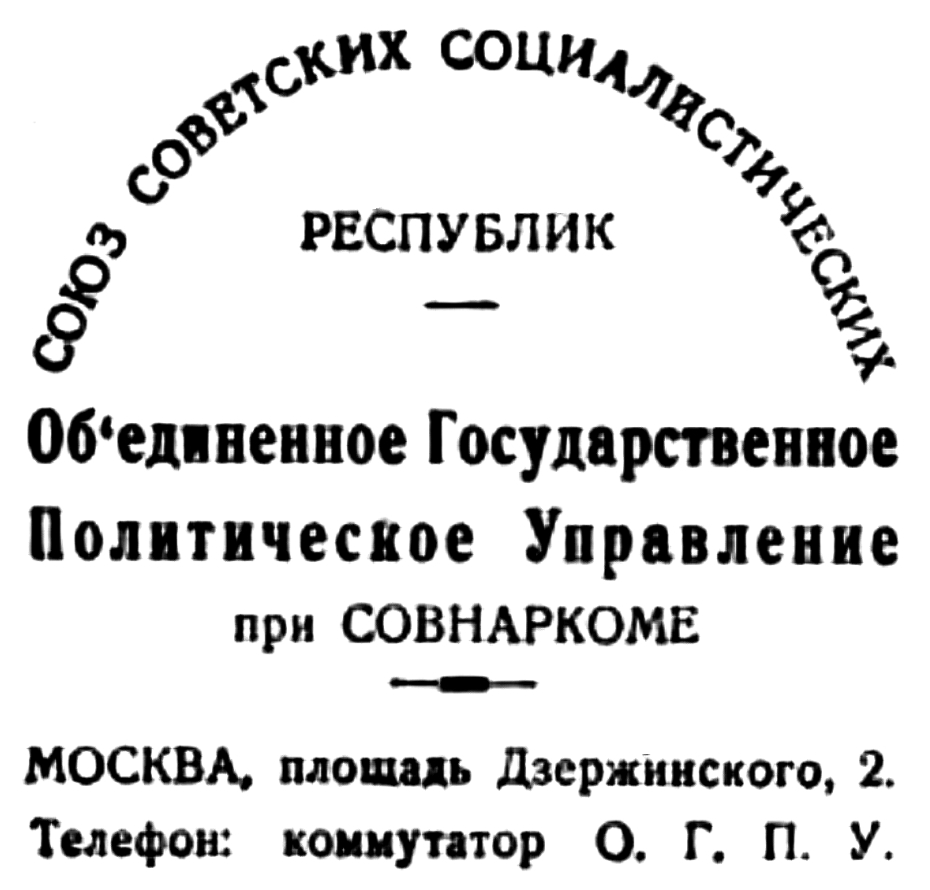
Administração Política dos Estados Unidos (OGPU sob o Conselho dos Comissários do Povo da URSS).

Com a criação da URSS em dezembro de 1922, uma organização unificada foi necessária a exercer o controle sobre a Segurança do Estado em toda a nova união. Assim, em 15 de novembro de 1923, a GPU deixou o NKVD russo e foi transferida para o Diretório Político do Estado Unificado de Toda a União, também traduzido como "Administração Política do Estado Unificado de Toda a União". Seu nome oficial era "Diretório Político do Estado Unificado sob o Conselho dos Comissários do Povo da URSS" (russo: Obyedinyonnoye Gosudarstvennoye Politicheskoye Upravleniye sob o SNK da URSS, Объединённое Государственное Политическое Управление при СНК СССР), ou OGPU (ОГПУ).

## Pessoal
| Distintivo | Politico | Militares |
| ---------- | --- | --- |
| Nenhum     | Cотрудник Funcionário | Kрасноармеец Exército Vermelho                                                                                  |
|            | Агент 3-го разряда Agente terceira categoria | Командир отделения Comandante de esquadrão                                                                      |
|            | Агент 2-го разряда Agente de segunda categoria | Помощник командира взвода Assistente do comandante de pelotão                                                   |
|            | Агент 1-го разряда Agente primeira categoria | Старшина роты, батареи, батальона, дивизиона Primeiro sargento da companhia, bateria, batalhão                  |
|            | Сотрудник особых поручений Oficial de atribuição especial | Командир взвода Comandante de pelotão                                                                           |
|            | Нач. оперативного пункта Chefe de ponto operatório | командир роты (полуэскадрона) Comandante da Companhia (Comandante do meio-esquadrão)                            |
| 30         | Нач. отдела инспекции; Пом. нач. адм.-следственной части Líder do departamento de inspeção; Chefe adjunto da unidade de investigação                                                                                             | командир батальона (эскадрона) Comandante de Batalhão (Comandante de Esquadrão)                                 |
|            | Пом. нач. отделения; Уполномоч. отдела предварительного дознания; Нач. адм.-следственной части Assistente do líder departamental ; Plenipotenciário do departamento de investigação preliminar; Chefe da unidade de investigação | командир полка Comandante do regimento                                                                          |
|            | Военрук инспекции Diretor militar de inspeção | Командир бригады Comandante da Brigada                                                                          |
|            | Нач. отделения ГПУ Chefe da filial de GPU | начальник и комиссар дивизии Chefe e comissário de divisão                                                      |
|            | Зам. нач. отдела ГПУ Chefe assistente do departamento de GPU | Командир корпуса; Зам. нач. штаба войск ГПУ Comandante do corpo; Chefe de gabinete assistente das tropas da GPU |
|            | Нач. отдела ГПУ Chefe do departamento de GPU | Зам. Пред. ГПУ — Нач. штаба войск ГПУ Vice-presidente da GPU - Chefe de gabinete das tropas da GPU              |